# Amoriták

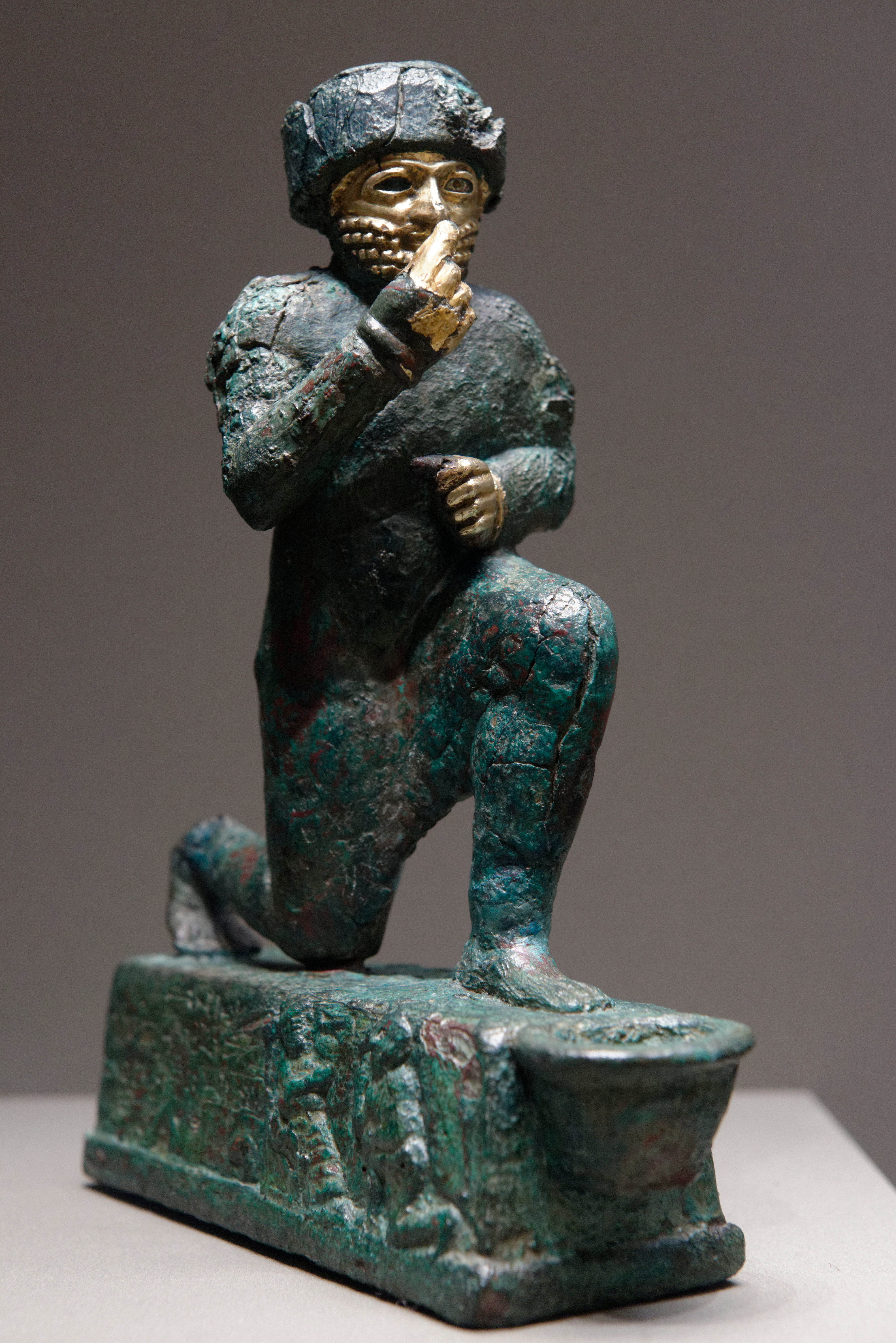
A larszai imádkozó, aki Hammurapi hosszú életéért könyörög Amurrú istennek

Az amoriták, vagy amurruk, amurrúk, emoreusok (héberül ’emōrî, egyiptomiul Amar, akkádul Tidnum vagy Amurrūm, sumerul MAR.DU vagy Mardu) ókori sémi nép volt a Közel-Keleten. Számos városállamot alapítottak Észak-Szíriában és Észak-Mezopotámiában. A III. uri dinasztia korában beszivárogtak Sumer és Akkád területére is, végül ők adták az Óbabiloni Birodalom uralkodó dinasztiáját (Hammurapi). A mardu/amurrú szó eredeti jelentése „nyugat”, ami arra utal, hogy eredeti szállásterületük az akkádoktól és sumerektől nyugatra eső sztyeppés, félsivatagos térség volt.

## Nyelvük
Az amoriták nyelve a nyugati sémi nyelvek közé tartozott a ma élő nyelvek közül a modern héberhez állt legközelebb. Nehéz közelebbit megállapítani nyelvükről, mivel letelepedve a sumerek és akkádok kultúráját átvéve azok nyelvén kezdtek írni.

## Történetük
Nem tudjuk, mikor kerültek a Mezopotámia és Kánaán közötti sztyeppés, félsivatagos területre, de a 3. évezred második felétől az Eufrátesz folyótól nyugatra nagy területeket népesítettek be. A helyzetet bonyolítja, hogy a sumer és akkád szövegek minden nyugati nomádot mardu/amurrúként emlegetnek. Egy részük korán letelepedett, más részük nomád, félnomád életmódot folytatott. A letelepedés emlékét őrizheti az eredetileg nomád isten Mardu(k)/Amurrú házasságáról szóló történet, amiben a (Kazallu) városi Numusda isten lányát vette feleségül, bekerült a babiloni pantheonba, majd lett később Babilon fő istene. 
A korai bronzkor alatt az amurrúknak (Kr. e. 3200 - 2000.) fejlett városállamaik voltak – mint Ebla, Karkemis és Jamhad (központja a mai Aleppó). A városokat erős falak védték a támadásoktól, míg az épületek az építészet magas színvonaláról tanúskodnak. Az amorita városállamok kereskedelmi és diplomáciai kapcsolatokat létesítettek dél és kelet mezopotámiai városállamokkal. Ezekre a kapcsolatokra bizonyíték, hogy a fejlett amorita művészet és építészet hatott a Mezopotámiaira, ők viszont az ékírást importálták Dél-Mezopotámiából. A későbbiekben az amorita városállamok kereskedelmi kapcsolatokat létesítettek Kánaánnal és Egyiptommal is. 
Aztán Kr. e. 2300-ban számos városállam pusztult el Szíriában, beleértve Eblát is, valószínűleg egy hadjárat során, amelyet a dél mezopotámiai Akkád királyság indított a leigázásukra. Talán klimatikus okai is lehettek, hogy ekkoriban a korábbi letelepedett földművelő életmód rovására előretört az állattenyésztő nomadizmus és az amurrúk a korábbi nyugati városi központokból keletebbre húzódtak. Kr. e. 2000-től már komoly veszélyt jelentettek Mezopotámia városállamaira. De nemcsak fenyegették, hanem fokozatosan meg is telepedtek a két folyó közt, és számos királyságot alapítottak, az első jelentőset Larszában, vagy I. Samsi-Adad az első, rövid életű asszír birodalmat. Leghíresebb királyságuk Babilon volt, leghíresebb királyuk Hammurapi (Kr. e. 1792 - 1750), az Óbabiloni Birodalom alapítója.
A Kr. e. 2. évezredben a Szíriában maradt amorita népesség eltűnt, beolvadt az újabb sémi hullámok népeibe.

## Törzsi csoportjaik
A mári szövegekből több törzs vagy törzsi csoport nevét is ismerjük, leggyakrabban a jaminiak és hanaiak törzsszövetségei jelennek meg a forrásokban, de ilyenek még a szimaliak, jahrurúk, amnanúk, szutúk, rabbaiak, a numhimú és a jamutbal szövetség, stb.
Ezek nem mindegyikéről tudjuk biztosan, milyen rokonságban álltak egymással, besorolhatók-e az amurrúk közé. Bonyolítja a helyzetet, hogy az egyes nevek jelentése időben is változott és esetleg egy időben más helyen is mást érthettek alatta. Megfigyelhető volt, hogy egyes nevek értelme kibővült és kezdtek alatta minden nomádot érteni. Vonatkozik ez magára az amurrúk elnevezésre is. A szutúkat van, aki nem sorolja az amurrúk közé, van, aki igen.

### Jaminiak
i. e. 1800 körül a jaminiak szövetségéhez tartozó törzsek főleg az Eufrátesz mellett, Tirka – a mai Asára – környékén és a Balíh felső folyása környékén éltek. A jaminiak törzsszövetségéhez tartozott többek között az 
- jahrurúk – egy Máriból származó levél országukat Ékallatum várossal hozza kapcsolatba. Létezett egy Szippar-Jahrurum nevű helység, amiből feltehető, hogy a törzs Mezopotámia közepén lakott.
- amnanúk – a régészeti leletek szerint Mezopotámia legdélebbi részén éltek, de róluk is elneveztek egy helységet Szippar közelében. Szippar-Amnánum fallal körülvett város volt, Szín-Kasid, Uruk királya i. e. 1850 körül itt uralkodott, magát az „amnanúk királyá”-nak nevezte, ahogy valamivel később egy másik uruki király, Szín-gamil is.
- ubrabaiak
- rabbaiak – őket I. Samsi-Adad, mint a Máriban felvonult jaminiak „fivéreit” említi.
- jarihiak - egy mári levél említi őket, valószínűleg a jaminiak közé sorolhatók.

A jaminiak ellen Jahdun-Lim folytatott háborút, és végül legyőzte őket, de továbbra is gondot okoztak neki engedetlenségükkel. Még a valószínűleg a jaminiak közül származó I. Samsi-Adad is arra intette fiát, az akkori mári uralkodó Jaszmah-Adadot, hogy bánjuk velük kíméletesen. Zimrí-Lim idején is ismétlődő birkalopásokat hajtottak végre a Mári uralma alá tartozó területen, de ennél súlyosabb problémát is okoztak, amikor Harrán királyával és Zalmakum országgal szövetkeztek, hogy elfoglalják Dirt – a mai Dér-ez-Zór közelében és Tuttult.

### Hanaiak
i. e. 1800 körül a hanaiak szövetségéhez tartozó törzsek főleg az Eufrátesz mellett, Mári és a Hábúr között voltak fellelhetők, de előfordultak a mellékfolyók környékén is. Nem mindig megállapítható, hogy azért, mert ott legeltettek, vagy azért mert Mári királyától valamilyen feladatot kaptak. A hanaiak ellen is folytatott Jahdun-Lim győztes háborút, ami után felvette a hanaiak királya nevet, de velük a viszonya sokkal jobb volt, mint a jaminiakkal. A hanaiak területét a korabeli források Hána országaként is szokták említeni. Zimrí-Lim békét közvetített közöttük és a Hábúr felső folyásánál fekvő Idamaraz ország között.
A mári szövegek a hanaiak kapcsán megemlékeznek kisebb egységeikről a ga'u-król, pl. olajfejadagjuk elosztásakor 13 ilyet sorolnak fel. Minden ga'u élén egy sejk állt, a ga'ut azonosíthatjuk a mi törzs fogalmunkkal. Etimológiailag a ga'u a héber goj szónak felel meg. Valószínűleg a többi törzsszövetség is hasonló szerkezetű volt, és itt a törzs, ill. törzsszövetség valószínűleg alkalmilag létrejött alakulat volt, ahogy később az eurázsiai sztyeppén is megfigyelhető volt.

### Szimaliak
A szimaliak ritkábban fordulnak elő a Mári szövegekben, de mindig pozitív értelemben, sosem ellenségként. Vagy bort visznek Máriba – nomádok révén nyilván nem a sajátjukat –, vagy Zimrí-Lim szövetségesei a jaminiak ellen, akik mindig engedelmeskednek a katonai „behívónak”, nem úgy, mint a jaminiak. Ebből egyes kutatók arra következtetnek, hogy Zimrí-Lim és dinasztiája (Jaggid-Lim, Jahdun-Lim) eredetileg közülük kerülhetett ki.

### Egyéb törzsszövetségek
- numhimú szövetség – a Tigris és a Zagrosz között éltek.
- jamutbal szövetség – Mezopotámia északi részén éltek, országukat a szövegek Jamutbal-ként emlegetik, uralkodójuk i. e. 1840 körül Kudur-Mabuk volt.
- szutúk – eredetileg feltehetően ők is egy amurrú csoport voltak, de nevük jelentése később jelentősen kibővült, és minden nomádot jelentett.